# 竹島の日

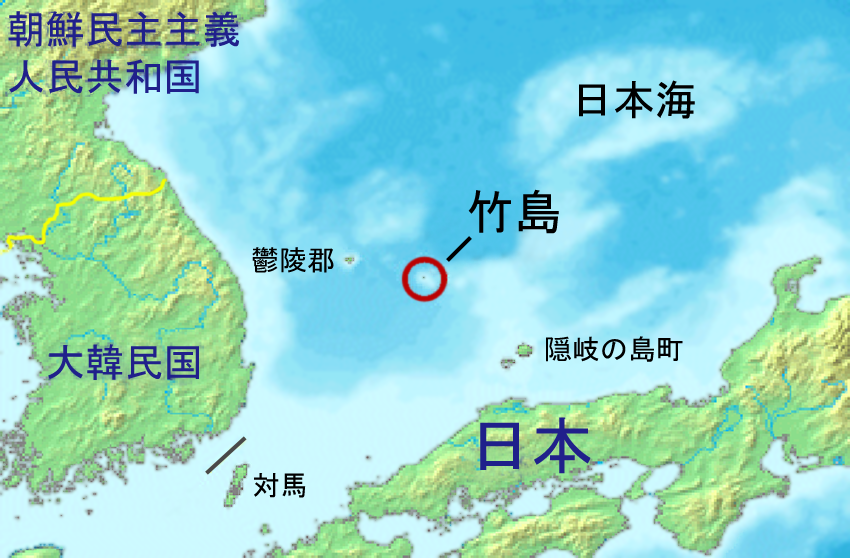
日本と韓国が領有を争う竹島

竹島の日（たけしまのひ）は、島根県が条例により定めた記念日。2月22日がこれに定められた。

## 概要

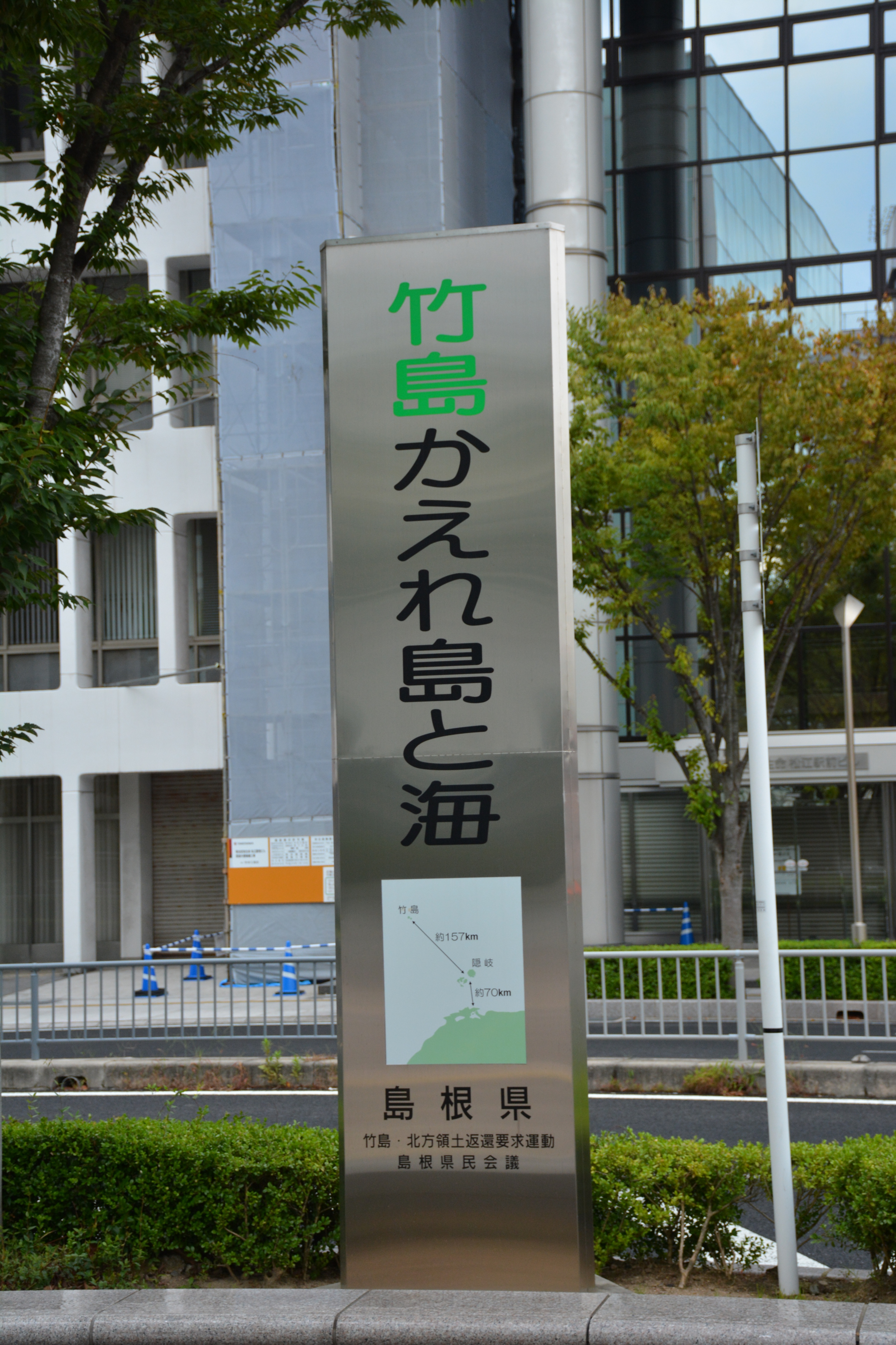
竹島の返還を要求する看板

竹島の日は、2005年（平成17年）に「竹島の日を定める条例」（平成17年3月25日島根県条例第36号）により定められた。
島根県隠岐郡隠岐の島町の竹島は、日露戦争中の1905年（明治38年）1月28日に島根県への編入を閣議決定し、同年2月22日に第16代島根県知事の松永武吉が所属所管を明らかにする告示を行った（明治38年島根県告示第40号）。
2005年はこの閣議決定および告示から100周年にあたることを記念して、同年3月16日、島根県議会は2月22日を「竹島の日」とする「竹島の日を定める条例」を制定し、澄田信義島根県知事もこれを全面的に支持した。
同条例1条は、「県民、市町村及び県が一体となって、竹島の領土権の早期確立を目指した運動を推進し、竹島問題についての国民世論の啓発を図るため、竹島の日を定める。」としている。

## 制定に対する反応

### 日本
日本では、竹島の日の制定とは関係なく交流行事などは通常通り実施された。
全国紙各紙は、いずれも韓国に対して冷静な対応を求めたが、毎日新聞は「国交正常化以来40年間積み重ねてきた友好関係にここでキズをつけては、両国民にとってプラスではない。」、朝日新聞は「将来は領土争いを超えて、島が友好の象徴になる日だって来ないとも限りません。竹島問題を、日韓が互いを思い合う素材としたいものです。」と韓国側に呼びかけ、また、同紙論説主幹の若宮啓文が「例えば竹島を日韓の共同管理にできればいいが、韓国が応じるとは思えない。ならば、いっそのこと島を譲ってしまったら、と夢想する。」と書くなど、日本の領有権主張を弱めるか放棄した上での日韓友好関係の構築を支持したのに対して、読売新聞は「領土問題は国の尊厳にかかわる基本問題だ。ゆるがせにしてはならない。韓国を刺激しないよう、という事なかれ主義では、日本国民の理解は深まらない。」とし、産経新聞は「日本国内でも、「竹島の日」条例成立を機に、田村らが残した研究を多くの国民が学び、竹島が歴史的にも法的にもまぎれもない日本の領土であるという認識をさらに深めたい。」とするなど、日本が竹島の領有権を主張することへの正当性を支持する意見を掲載した。曹洞宗の僧侶たちが韓国側から竹島に上陸し「独島は韓国領」と主張する抗議活動を行なった。
第2次安倍内閣は日本政府主催による「竹島の日」記念式典の開催は見送ったが、2013年2月22日に島根県主催でおこなわれた第8回「竹島の日」記念式典には、日本政府の代表として島尻安伊子内閣府大臣政務官を派遣した（政府関係者としては初）。島根県は安倍晋三首相の出席を要望したが、実現しなかった。他の閣僚の出席についても韓国側に配慮し、見送られた。

### 韓国
大韓民国では、この「竹島の日」の制定に対して、激しい抗議運動が起こった。
2005年2月23日、テレビ朝日ソウル支局の韓国人記者が、外信記者クラブで高野紀元駐韓大使に対し『竹島の日』条例をどう思うかと質問した。高野大使は「そういう問題が起きているのは知っている」が「竹島は日本領」で「この問題が日韓関係全般に悪影響を与えないことを望む」と回答した。韓国では「竹島は日本領」の部分のみが切り出されて報じられ、反発を呼び、ついには駐韓公使を呼び出しての「厳重抗議」に至った。
2005年3月16日、ソウル特別市議会議員崔在翼が抗議のため島根県議会を訪問。玄関付近でカッターナイフを取り出したため、警察官らに取り押さえられる事件が発生した。同日11時に慶尚北道議会は道議会前の庭で「日本の独島領有権侵奪の野慾を糾弾する決起大会」を開催し、横3メートル・縦2メートルの大きさの日の丸旗に火をつけて、大邱市議会も「日本政府は、韓国の犠牲者に頭をさげて謝罪するように」の決議文を採択した。
竹島の日条例制定に反発した韓国政府はこれまで厳重に規制していた観光客の竹島上陸を解禁すると発表し、3月28日に一般観光客が初めて竹島に上陸した。
2005年6月19日、慶尚南道馬山市は竹島の日に対抗し、1419年（応永26年）に李氏朝鮮の李従茂が大軍を率い、倭寇の根拠地と見なしていた対馬征伐のために出兵した6月19日を「対馬島の日」とする条例を制定した。馬山市は応永の外寇のちに対馬が服属したとしているが、韓国政府は馬山市に対して条例の撤回を求めている。2005年6月に慶尚北道は、10月を「独島の月」とし、日本との交流を制限できるとする条例を制定した。
2007年2月24日に島根県で行なわれた「竹島の日」記念式典について、外交通商省が「条例を即時に撤廃し、竹島に対する不当な領有権主張をやめるよう、強く求め」る声明を発表。「竹島は歴史的、地理的、国際法的に明白な韓国固有の領土であり、領有権を損なういかなる試みも容認しない」としている。3月2日に江原道知事が、鳥取県庁が「竹島は日本固有の領土」と表示する電光掲示板を設置している事に触れ「領土問題は両国政府が国レベルで取り上げるべき課題であるにもかかわらず鳥取県が直接介入することは、両地域間の友好協力の観点からも実に遺憾」である旨表明、関係正常化への適切かつ必要な措置を望むメッセージを鳥取県宛に発した。
2009年2月の調査で、韓国のネット利用者の6割が、島根県が2月22日を「竹島の日」としたことを知らなかったり、関心がないと回答している。

## 日韓交流への影響
竹島の日制定で、交流イベントの中止など2県24市町村の26の地方公共団体に影響した。多くは韓国から一方的な交流中止の申し入れで、日本は安全面を危惧するために一時的な人材の交流を中止するに留まった。
- 秋田県本荘市 - 梁山市の中学生の来日取りやめ
- 埼玉県所沢市 - 安養市の親善協会の来日取りやめ
- 東京都武蔵野市 - 忠州市と結んでいた職員派遣協定を保留
- 神奈川県湯河原町 - 忠州市との交流事業計画を保留
- 神奈川県横浜市 - 仁川広域市との小学生サッカー親善試合延期
- 新潟県新発田市 - 議政府市とのスポーツ交流事業の事前協議の延期
- 福井県小浜市 - 慶州市で開かれる予定のイベント参加を辞退される。また保寧市との小学校の音楽交流コンサートの会場変更
- 長野県飯田市 - 江陵市での小学生交流イベントの取りやめ
- 岐阜県各務原市 - 春川市との交流イベント取りやめ
- 滋賀県大津市 - 亀尾市への市長の訪問延期
- 滋賀県近江八幡市 - 密陽市への市長の訪問中止
- 奈良県奈良市 - 慶州市でのイベント参加を辞退される
- 和歌山県和歌山市 - 済州市への団体訪問延期
- 鳥取県 - 江原道との職員相互派遣交流延期
- 鳥取県鳥取市 - 清州市との交流イベント事前協議の延期
- 鳥取県智頭町 - 楊口郡への町長の訪問取りやめ
- 島根県 - 慶尚北道知事が姉妹都市交流を停止すると発表
- 島根県松江市 - 晋州市との交流を全面延期
- 島根県安来市 - 密陽市との交流を全面中断
- 広島県三次市 - 泗川市のイベントへの招待辞退
- 山口県防府市 - 春川市との小・中学生交流延期
- 香川県高瀬町 - 陜川郡のマラソン大会への参加取りやめ
- 福岡県宗像市 - 金海市舞踊協会の来日中止
- 福岡県赤池町 - 泗川市との小学生交流延期
- 佐賀県鹿島市 - 高興郡との交流を全面中断
- 鹿児島県川辺町 - 淳昌郡への町長・町議会議長の訪問を自主的に取りやめ

以上が共同通信社2005年4月16日調べ。
- 江原道 - 知事が鳥取県との交流を停止
- 江原道春川市 - 日本の姉妹都市との交流を停止すると発表
- 光州広域市 - 宮城県仙台市と姉妹都市の同市が、同市内の道に仙台路と名付けたが、道路標示碑が破壊されるなどしたため、当初とは異なる道に仙台路と名付けた。

他にも姉妹都市交流停止の動きが広がっている。